# Skin Food
Skin Food là một thương hiệu kinh doanh bán lẻ các sản phẩm chăm sóc da và mỹ phẩm của Hàn Quốc có trụ sở chính tại Seoul từ năm 1957. Ý tưởng chính là tạo ra các sản phẩm chứa hàm lượng lớn dinh dưỡng từ thực phẩm với khẩu hiệu "beauty food for the urban sweety".

## Công ty
Trụ sở chính nằm tại Tòa tháp DaeRyung Scecho ở Seocho-dong, Seocho-gu gần với nhà ga Gangnam Station.
Biểu tượng đều có thấy trên tất cả các sản phẩm của Skin Food là hình một thiên thần hộ mệnh, được thiết kế để truyền tải thông điệp về sự thuần khiết và tốt lành trong các sản phẩm của công ty tới khách hàng.
Công ty có 895 trải khắp Hàn Quốc nằm tại các phố mua sắm, siêu thị, trung tâm thương mại, khu dân cư ở Changcheon-dong, Seodaemun-gu được mở tháng 6 năm 2004, ngoài ra cũng bán cả mỹ phẩm truyền thống Hàn Quốc (hanbang), và hai cửa hàng tại khu mua sắm chính của Seoul là Myeongdong.
Tháng 8 năm 2012, như một phần trong kế hoạch mở rộng Lotte Department Store tiến vào Trung Quốc, Skin Food góp mặt bằng cửa hàng mới của mình tại Thiên Tân giống như ở  Myeong-dong cùng với Missha và The Face Shop.
Nữ diễn viên Sung Yu-ri và ca sĩ người Brazil, Stephanie Garden đã từng góp mặt trong quảng cáo của Skin Food.